# 데드 온 어라이벌
데드 온 어라이벌(Dead on arrival, DOA)은 도착시 이미 사망(到着時-死亡)으로도 부르며, 병원에 도착하였을 때 이미 사망한 환자를 가리키기도 한다.

## 의학 용어로서의 DOA
DOA의 판단은 심장정지 시간이 긴가 아니면 뇌에 산소공급이 얼마나 안 되었는지를 판단하여 DOA를 판단한다. DOA는 심폐소생술이나 에피네프린이나 아트로핀 같은 강심제를 다발투여한다고 해도 돌아올 가능성이 매우 낮다. 그래서 DOA환자는 의사들이 포기하기 쉽다. 일단 기준은 이렇다.

### 기준
- 심장이 오랜 시간 동안 얼마나 정지해 있었는가?
- 뇌에 산소공급이 얼마나 되지 않았는가?
- 병원에 도착한 시간이 너무 늦지 않았는가?

## 기타
데드 온 어라이벌은 컴퓨터나 상품에 관련되어 쓰이기도 한다. 컴퓨터의 경우 이를테면 시동 이미지 설치를 요구할 수 있으며 테스트 제품군을 사용하여 고장난 부분들을 감지한다. 상품의 경우 상품이 도착하였는데 이미 고장이 나서 사용할 수 없게 된 상품을 이르는 말이다.

## 같이 보기
- 응급실
- 영안실